# Logan Delaurier-Chaubet
Logan Delaurier-Chaubet (Saint-Jean-de-Verges, 22 aprile 2002) è un calciatore francese, attaccante dell'Eupen.

## Carriera

### Club
Delaurier-Chaubet è cresciuto nel settore giovanile del Bordeaux ed ha firmato il primo contratto professionistico il 4 giugno 2020. Già membro stabile della squadra B impegnata in quinta divisione, il 30 luglio 2022 ha debuttato in prima squadra nell'incontro di Ligue 2 pareggiato 0-0 contro il Valenciennes e due settimane più tardi ha segnato il suo primo gol decidendo l'incontro casalingo vinto 1-0 contro il Niort.
Il 12 luglio 2023 è stato ceduto in prestito al Quevilly-Rouen, dove ha giocato 34 incontri e segnato 4 reti. Rimasto svincolato dopo la bancarotta del Bordeaux, l'8 agosto 2024 ha firmato un contratto triennale con l'Almere City, club della prima divisione olandese.
Nel gennaio del 2025 si trasferisce in prestito al Celje, club della prima divisione slovena, con cui prende anche parte alla Conference League, competizione di cui raggiunge i quarti di finale.

### Nazionale
Ha giocato con le nazionali giovanili francesi Under-16 ed Under-18.

## Statistiche

### Presenze e reti nei club
Statistiche aggiornate al 10 aprile 2025.
| Stagione        | Squadra         | Campionato      | Campionato | Campionato | Coppe nazionali | Coppe nazionali | Coppe nazionali | Coppe continentali | Coppe continentali | Coppe continentali | Altre coppe | Altre coppe | Altre coppe | Totale | Totale | Totale |
| Stagione        | Squadra         | Comp            | Pres       | Reti       | Comp            | Pres            | Reti            | Comp               | Pres               | Reti               | Comp        | Pres        | Reti        | Pres   | Reti   |        |
| --------------- | --------------- | --------------- | ---------- | ---------- | --------------- | --------------- | --------------- | ------------------ | ------------------ | ------------------ | ----------- | ----------- | ----------- | ------ | ------ | ------ |
| 2019-2020       | Bordeaux 2      | N3              | 16         | 1          | -               | -               | -               | -                  | -                  | -                  | -           | -           | -           | 16     | 1      |        |
| 2020-2021       | Bordeaux 2      | N3              | 3          | 0          | -               | -               | -               | -                  | -                  | -                  | -           | -           | -           | 3      | 0      |        |
| 2021-2022       | Bordeaux 2      | N3              | 21         | 9          | -               | -               | -               | -                  | -                  | -                  | -           | -           | -           | 21     | 9      |        |
| 2022-2023       | Bordeaux 2      | N3              | 4          | 2          | -               | -               | -               | -                  | -                  | -                  | -           | -           | -           | 4      | 2      |        |
| 2022-2023       | Bordeaux        | L2              | 21         | 2          | CF              | 2               | 1               | -                  | -                  | -                  | -           | -           | -           | 23     | 3      |        |
| 2023-2024       | Quevilly-Rouen  | L2              | 31         | 4          | CF              | 3               | 0               | -                  | -                  | -                  | -           | -           | -           | 34     | 4      |        |
| 2024-gen. 2025  | Almere City     | ED              | 12         | 1          | CO              | 1               | 0               | -                  | -                  | -                  | -           | -           | -           | 13     | 1      |        |
| gen.-giu. 2025  | Celje           | 1.SNL           | 5          | 1          | CS              | 2               | 1               | UECL               | 5                  | 1                  | -           | -           | -           | 12     | 3      |        |
| Totale carriera | Totale carriera | Totale carriera | 113        | 20         |                 | 8               | 2               |                    | 5                  | 1                  |             | -           | -           | 126    | 23     |        |

## Palmarès

### Club

#### Competizioni nazionali
- Coppa di Slovenia: 1

Celje: 2024-2025